# ヨコハマボウル
ヨコハマボウルは、2008年まで例年5月か6月に、神奈川県横浜市にある横浜スタジアムで東西対抗戦を謳って開催されていたアメリカンフットボールの日本におけるドリームゲームの一つ。2009年度以降、開催が中断されているが、その理由は詳らかでない。

## 対戦相手
アメリカンフットボール雑誌「TOUCHDOWN誌」の招待ゲームという形式で、特定非営利活動法人(NPO法人)のフットボールジャパンの主催で行われていた。毎回、決まった相手によるカードが行われる訳ではなく、関東に本拠を置くチームと関西に本拠を置くチームの対戦という形式を採用していた。学生同士、社会人同士での試合に限定しなかった為、ライスボウルでも実現していないカードとなることも、或いはまた前年の甲子園ボウルの再現となるカードになることもあった。日本大と関学大の定期戦を初めとした東西大学間の定期戦や交流戦が同日に行われたこともある（同ボウルのカードとして組み入れられることも）。
1987年6月14日の第1回大会から1999年5月30日の第13回大会までは東西大学1部リーグ所属の有力校のみでカードが組まれていたが、翌年から社会人チームも招待されるようになった。

## チーム別招待回数
ヨコハマボウルとして組み込まれた定期戦、交流戦等を含めた2008年までの回数（単独チームのみ記述）。2007年はワールドカップの壮行ゲーム実施のため、単独チーム同士の対戦カードなし。
- 13回　関西学院大学ファイターズ・日本大学フェニックス・京都大学ギャングスターズ（内1回はOBを含む全京大）
- 9回　立命館大学パンサーズ
- 8回　アサヒビールシルバースター・法政大学トマホークス
- 4回　松下電工インパルス・慶應義塾大学ユニコーンズ・明治大学グリフィンズ（内1回は卒業生を含む全明治）
- 3回　専修大学グリーンマシーン・東海大学トライトンズ
- 2回　早稲田大学ビッグベアーズ・鹿島ディアーズ・同志社大学ワイルドローバー・日本体育大学トライアンファントライオン（招待当時のチーム名はゴールデンベアーズ）
- 1回　近畿大学デビルス・東京大学ウォリアーズ・帝京大学アサシンズ

## 横浜スタジアム
野球におけるセンターとホームベース方向のグラウンドで、フィールドゴールやポイントアフタータッチダウンはバックスクリーンやバックネットに向かって蹴ることになる。
建設当初は、内野スタンドの一部が移動して並行に向き合う機能があった。

## テレビ中継
日本テレビが後援についていたこともあり、地上波では日本テレビのみで後日録画が放送されていた。また表彰式でインタビューするのも日本テレビのアナウンサー。CS放送では、日テレG+で放送されていた。